# Заповедник (программа)
«Запове́дник» — сатирико-политическое анимационное шоу на русском языке, еженедельно выпускаемое изданием Deutsche Welle.

## История
20 сентября 2017 года на YouTube был открыт канал «Заповедник». Первый выпуск шоу вышел 5 ноября 2017 года. Создатели интернет-программы пообещали следующее: «В нашей программе, в отличие от обсуждаемой реальности, не будет ни грамма цензуры». По заявлению станции Deutsche Welle, «это еженедельное телешоу будет показывать всю подноготную российской и мировой политики».
Полным названием шоу выступило «Заповедник. Зверские итоги недели» и расклад программы был объявлен следующим: «В неком радиоактивном заповеднике два закадычных врага Волк и Заяц — два фантастических героя, со всей звериной добротой анализируют последние телевизионные новости, пытаясь ответить на главный вопрос: сошли политики с ума, или же им достался недостойный их народ?». Сообщение о запуске юмористического шоу «Заповедник» на станции открылось словами «Этого не ждал никто!».
Среди персонажей первого номера были заявлены пародийные герои, изображающие федерального канцлера Германии Ангелу Меркель, российских и американских президентов Владимира Путина и Дональда Трампа соответственно.
По сюжету одного из тизеров шоу, президент Украины Пётр Порошенко явился к президенту США Дональду Трампу. Порошенко, прибежав в ломбард к Трампу, который работает за витриной, заполненной часами, просит его дать летальное оружие, которое назвал «улётным», чтобы избавиться от марсиан. На вопрос Трампа, мол, какие ещё марсиане, Порошенко отвечает, что он имеет в виду «москалей из России». Трамп спрашивает: «А как ты понял, что это марсиане?», а Порошенко отвечает: «Ну а кто ж ещё? Они же зелёные человечки, зелёные-зелёные человечки, вежливые, блин, такие!». При этом Трамп обращается к Порошенко, называя его «Петрушей». В конце концов Трамп нажимает кнопку, чтобы открыть тайник с оружием. Порошенко берёт одно оружие и пробует его, стирая память о себе и Трампе, и сцена повторяется. Сама сцена напоминает одну из сцен научно-фантастического блокбастера 1997 года «Люди в чёрном».
В первом выпуске был показан анимационный эпизод, в котором Путин обсуждает с Порошенко продажу газа. Здесь же президент Турции Реджеп Тайип Эрдоган пытается продать помидоры Путину, а кремлёвские чиновники обсуждают, среди прочего, как подавить протесты оппозиции.
Если в 2017 году среди критикуемых общественных деятелей можно было видеть представителей западной политики, то с начала президентской избирательной кампании в России в 2018 году объектами сатиры стали только представители политического класса России. По состоянию на 27 февраля 2018 года количество просмотров YouTube-канала «Заповедник» составило 7 104 052 просмотра.
1 декабря 2019 года был опубликован сотый выпуск «Заповедника».

## Создание программы

### Разработка
Разработкой занимается латвийская продюсерская компания Kollektiv, которая всегда дорабатывает ею созданные эпизоды незадолго до первого эфира, чтобы какие-то из них можно было выбрать как более актуальные. Так как «Заповедник» резко издевается над лидерами российской (и не только) политики, многие создатели шоу предпочитают оставаться анонимными.

### Производство
При производстве программы используются новейшие анимационные программы, а также motion capture — программное обеспечение, используемое для создания компьютерных игр. Технически шоу построено на Unity — ведущей американской платформе обработки сигналов в реальном времени, которая также используется для создания многих компьютерных игр. Motion capture позволяет максимально реалистично анимировать нарисованного на компьютере персонажа, поскольку ему передаются движения и жесты реального актёра, оснащённого многочисленными датчиками. Эта технология позволяет быстро обрабатывать огромные объёмы цифровых данных в формате 2D и 3D за очень короткое время.
Проект является достаточно высокобюджетным и отражает усилия немецкого зарубежного вещания по расширению российского вещания и завоеванию более широкой аудитории.

### Трансляция
Программа распространяется в цифровом формате на сайте телерадиокомпании, видеохостинге YouTube, во многих социальных сетях, а также ретранслируются некоторыми телеканалами (например телеканалом «Дождь»). В шоу часто присутствуют рифмованные призывы подписаться и поставить «лайк» видеоканалу. Продолжительность каждого эпизода составляет примерно 13 минут.
Аудитория «Заповедника» на YouTube постепенно растёт. Например, с 1 марта по 15 апреля 2019 года на канал подписались почти 35 тысяч новых пользователей, а общее количество подписчиков достигло 279,8 тысяч человек.

## Структура
По структуре каждый выпуск шоу состоит из нескольких замкнутых эпизодов, чередующихся по принципу конферанса зверей самого заповедника и «концертных» номеров. «Артистами» здесь представлены мультяшные мировые лидеры, а номера связаны с политическими событиями текущей недели и помещены в пародийную обстановку. Отдельно можно выделить рубрику «Frienemies 2», которая является пародией на известный американский ситком «Друзья»: в одной комнате сталкиваются карикатуры многих мировых лидеров.

### Юмор
Помимо остроумия текстов, шоу содержит в себе сатирические комментарии, фельетонное повествование, преувеличение, метафору, иронию, сарказм, неожиданное сравнение (анекдотичность), чёрный юмор, гротеск и даже сплетни. Анимационный «Заповедник» перенял принцип пародирования ранее созданных произведений искусства и исторических событий у своего предшественника «Куклы». Своё достойное развитие получила важная творческая находка о систематическом размещении движущихся и говорящих политических карикатур в контексте самостоятельного произведения пародии. Телевизионный цикл обыгрывает классические сюжеты из истории и литературы, а также произведения поп-культуры. Озвучка шоу хороша не только в плане имитации голосов известных персонажей, но и в плане художественного прочтения.

### Музыка
За исключением заставки и финальной отбивки, оригинальная музыка в передаче отсутствует, упор сделан на шлягеры. Заимствованная музыка может быть использована по-разному: она может быть пародией на само известное музыкальное произведение (жанровый диапазон достаточно широк — от блатных песен и киномузыки до классической музыки) и может функционировать как исторический символ, быть признаком культурного уровня или национальной идентичности политика, дополнять пространство вокруг персонажей, добавлять дополнительный смысл или обозначать иное значение кадра. В шоу есть множество различных музыкальных и музыкально-танцевальных номеров, часто происходит синтез карикатур и произведений-пародий.
В 100-м выпуске под названием «Путин приказал служить. Мы все — иноагенты» присутствует фрагмент куплета «Песни мушкетёров» из телефильма «Д’Артаньян и три мушкетёра». Если в оригинале эту песню поют герои, сидящие в сёдлах и мирно передвигающиеся по улице, то в пародии она перенесена в экстремальную сцену завтрака под пулями в бастионе Сен-Жерве. Российские политики, поставленные в ситуацию осады крепости и отстрела от противников, легко поют радостные песни и заодно пьют шампанское. Пародию на саму песню делают традиционным способом, составляются новые сатирические куплеты на знакомую мелодию. Важным моментом в таких куплетах является игра слов. Подбираются слова, фонетически схожие с исходными, но имеющие отличные от них значения. Так «свой век» стал «своим постом», «счастливый клинок» стал «тугим кошельком», а «перья на шляпах» стали «лярдами в офшорах». Женский вокал «мушкетёра в юбке», персонажа, по определению отсутствующего в оригинальном произведении, придаёт песне комический эффект. В ещё одном сюжете представлена рубрика «Frienemies», которая является пародией на известный американский ситком «Друзья». Во время подготовки политиков к празднованию Нового года сегмент сопровождает музыка «Щелкунчика».

### Персонажи
Ведущие анимационной сатиры, звери, являются своего рода карикатурами-переростками, так как невольно ассоциируются со взрослыми героями телепередачи «Спокойной ночи, малыши!». Среди персонажей шоу есть Волк Гарик (вместо Фили), Заяц Себастьян (вместо Степашки) и Ворона Вероника (вместо Каркуши). Был добавлен ещё один безголосый «угукающий» персонаж — алкоголик Филин Фил. Первоначально они каждую неделю просматривали текущие политические события в заброшенном радиоактивном лесу через старый телевизор и затем обсуждали мировые новости. Персонажи живо реагируют на события смешанным современным бытовым жаргоном, например «Рубляха-муха!», «Стопэ, бро!» или «Капец, систер!».

## Критика
После показа одного из тизера новой еженедельной программы многие украинцы выразили возмущение Deutsche Welle, заявив, что шоу изображает Петра Порошенко нищим и помогает России обелить войну в Донбассе. Большая часть критики была направлена на сцену, в которой карикатурный Порошенко говорит на суржике, когда он умоляет Дональда Трампа о летальном оружии для борьбы. В социальных сетях украинцы выразили свой гнев по поводу «Заповедника», назвав карикатуру «безвкусной» и «оскорбительной». В колонке для Харьковской правозащитной группы правозащитник Галя Койнаш заявила, что продюсерам следовало проявить «гораздо большую осторожность» и проявить «чуткость» в изображении аннексии Крыма Россией. 8 ноября 2017 года Deutsche Welle защитила программу в Твиттере, заявив в твите, что довольна премьерой шоу. Это мнение подтвердил глава отдела корпоративных коммуникаций и главный представитель Deutsche Welle Кристоф Юмпельт.
Продюсер радиостанции «Культура» Максим Бысько и доктор искусствоведения Александр Чернышов считают передачу «одним из выдающихся образцов современной политической карикатуры и пародии в целом», также назвав музыкальные номера «очень эффектными и крайне динамичными».

## Награды
- Золото на Международном медиа-фестивале в Гамбурге[9] (2019)